# 4061 Martelli
4061 Martelli је астероид главног астероидног појаса са пречником од приближно 19,03 .
Афел астероида је на удаљености од 3,535 астрономских јединица (АЈ) од Сунца, а перихел на 2,696 АЈ.
Ексцентрицитет орбите износи 0,134, инклинација (нагиб) орбите у односу на раван еклиптике 1,680 степени, а орбитални период износи 2009,004 дана (5,500 година).
Апсолутна магнитуда астероида је 11,80 а геометријски албедо 0,093.
Астероид је откривен 19. марта 1988. године.